# Nachtzwaluw
De nachtzwaluw (Caprimulgus europaeus) is een vogel uit de familie van de nachtzwaluwen (Caprimulgidae). De soort is niet aan de zwaluwen en de gierzwaluwen verwant.
De nachtzwaluw is onder verschillende namen bekend. De meest gebruikte alternatieve naam, die ook in veel andere talen is terug te vinden, is geitenmelker, wat ook de letterlijke betekenis is van de geslachtsnaam Caprimulgus. Die naam is bijvoorbeeld terug te vinden bij Aristoteles, die beweerde dat het dier aan de uiers van geiten zuigt. Dat vermeende gedrag leverde het dier een slechte reputatie op, dat onder meer leidde tot de fabel dat het de geiten leeg zou zuigen of blind zou maken. Het leidde ertoe dat gedode nachtzwaluwen gekruisigd werden om boze geesten buiten de stal te houden.

## Kenmerken

### Afmetingen
De nachtzwaluw wordt 24 tot 28 cm lang; de spanwijdte bedraagt 52 tot 59 cm.

### Verenkleed
Het verenkleed van een volwassen nachtzwaluw is grijzig en kastanjebruin gestreept. De onderzijde. Witte vlekjes op de handpennen en witte uiteinden van de staartveren zijn kenmerkend voor het mannetje. Bij jonge mannetjes zijn deze vaalgeel. De snavel is zwart en de poten roodbruin.
Het enigszins bonte verenkleed vertoont overeenkomsten met dat van de draaihals. De grote bek en de lange vleugels doen denken aan een gierzwaluw. De nachtelijke gedragingen en het zachte donzige verenkleed lijken dan weer wat op uilen.

### Zang en gedrag
De nachtzwaluw is een schemeractieve vogel. Zijn zang is een bevreemdend, trillend geluid. Het is dermate typisch dat het de makkelijkste manier is om een nachtzwaluw te ontdekken; je moet vooral goed luisteren. Het is een enigszins mechanisch getril, van variabele intensiteit, dat hij na zonsondergang zittend vanaf een uitkijkpost ten gehore brengt. In de vlucht heeft de nachtzwaluw een zachte maar scherpe roep, die regelmatig herhaald wordt om contact te leggen met soortgenoten.
De nachtzwaluw vliegt vooral in het donker, waarbij de vlucht geruisloos en mot-achtig is. Overdag ligt de vogel stil op de grond en vertrouwt hij op zijn verenkleed met schutkleuren als camouflage. Hierdoor is de soort moeilijk te zien en moet men geluk of de juiste kennis hebben om er een waar te nemen.

## Verspreiding en leefgebied
De nachtzwaluw is een trekvogel die pas laat in het broedgebied aankomt, meestal niet voor het begin van mei. De soort komt in vrijwel geheel Europa als zomergast die broedt in heidevelden en halfopen bossen. Hij overwintert in Afrika, tot aan Zuid-Afrika toe (zie kaartje).
De soort telt zes ondersoorten:
- C. e. europaeus: van centraal en noordelijk Europa tot centraal, noordelijk en het zuidelijke deel van Centraal-Siberië.
- C. e. meridionalis: van zuidelijk Europa en noordelijk Afrika tot de Kaukasus en noordwestelijk Iran.
- C. e. sarudnyi: Kazachstan en westelijk Siberië.
- C. e. unwini (Aziatische nachtzwaluw): van Irak en Iran tot Turkmenistan en Oezbekistan.
- C. e. plumipes: van noordwestelijk China tot westelijk en zuidelijk Mongolië.
- C. e. dementievi: van noordoostelijk Mongolië tot het zuidelijke deel van Centraal-Siberië.

## Status
De nachtzwaluw heeft een groot verspreidingsgebied en daardoor is de kans op uitsterven gering. De grootte van de populatie werd in 2015 geschat op 3,0 tot 6,0 miljoen exemplaren. De aantallen gaan achteruit. Echter, het tempo ligt onder de 30% in tien jaar (minder dan 3,5% per jaar). Om deze redenen staat de nachtzwaluw als niet bedreigd op de Rode Lijst van de IUCN.

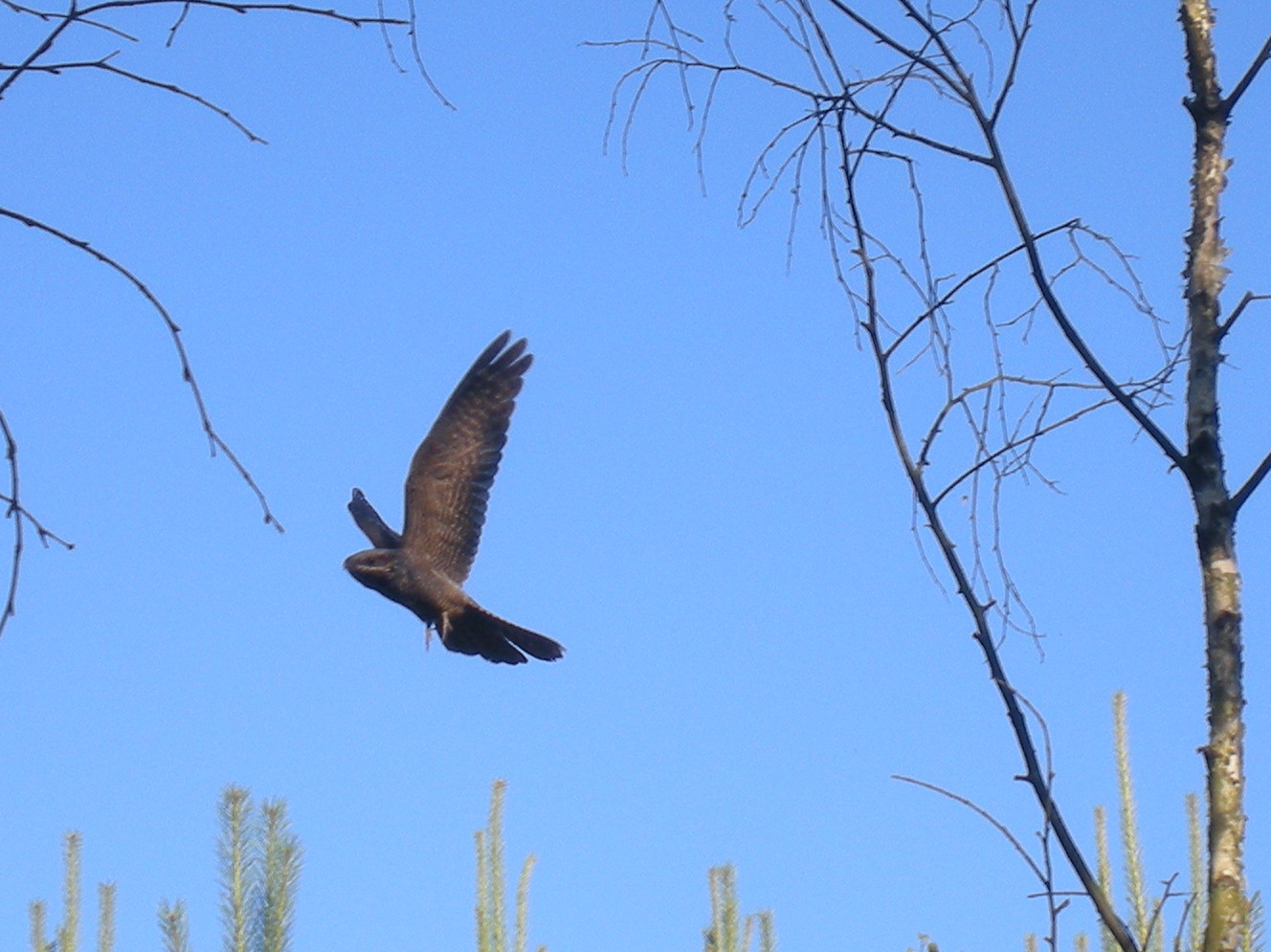
Nachtzwaluw in de vlucht

### Status in Nederland en Vlaanderen
In België en Nederland is de nachtzwaluw een schaarse broedvogel van de hogere zandgronden. De vogel is in de jaren 1950 en 1960 sterk achteruitgegaan. Dit kwam zowel door areaalverlies (minder halfopen bosgebieden) als ook door achteruitgang in aantallen per oppervlakte-eenheid. Op de Utrechtse heuvelrug verdween de nachtzwaluw als broedvogel. Sinds de jaren 1990 is er vooral op de Veluwe sprake van een duidelijk herstel. Dit herstel zet zich nog steeds voort en heeft ook effect op het landelijke beeld. Volgens SOVON ging het aantal broedparen in de periode 1990-2013 geleidelijk vooruit en in de periode 2013-2015 werd de Nederlandse populatie geschat op 2500-3100 broedparen. Ondanks dit herstel staat de vogel zowel op de Nederlandse als op de Vlaamse Rode Lijst als kwetsbaar.